# نصف‌النهار ۱۲۹ درجه غربی
نصف‌النهار ۱۲۹ درجه غربی ۱۲۹مین نصف‌النهار غربی از گرینویچ است که از لحاظ زمانی 8ساعت و 36دقیقه با گرینویچ اختلاف زمانی دارد.
این نصف‌النهار از قطب شمال شروع و از مناطق زیر گذشته و به قطب جنوب ختم می‌شود.
- کانادا
- اقیانوس آرام